# Thalattosuchia
Thalattosuchia é um clado de crocodilomorfos marinhos encontrados do Jurássico Inferior ao Cretáceo Inferior, com distribuição cosmopolita
O termo Thalattosuchia foi cunhado por Fraas em 1901. Vários autores têm considerado o clado ou como uma infraordem ou como subordem dentro da "Mesosuchia". Entretanto, "Mesosuchia" é um grupo parafilético, e não mais utilizado. Thalattosuchia geralmente é considerada como uma subordem de uma ordem ainda não nomeada.
Buffetaut, em 1982, incluiu no grupo duas famílias, Metriorhynchidae e Teleosauridae, demonstrando que ambas compartilham certas características. Algumas espécies de Teleosauridae têm sido descobertas em depósitos não-marinhos sugerindo um "movimento" de formas semiaquáticas de água doce para formas marinhas. A sistemática do gênero Pelagosaurus é confusa, com diferentes topologias colocando-o na Teleosauridae, ou como táxon-irmão do clado Teleosauridae + Metriorhynchidae. Outros autores consideram o Pelagosaurus como um Metriorhynchidae basal.